# شارل ماریون
شارل ماریون (انگلیسی: Charles Marion; ۱۴ ژانویهٔ ۱۸۸۷ – ۱۶ نوامبر ۱۹۴۴) سوارکار اهل فرانسه بود.